# Ben Teekloh
Ben Teekloh (n. 6 decembrie 1983) este un fotbalist din Liberia care a jucat pentru FC Astra Ploiești pe postul de fundaș central.